# Coupe d'Allemagne de football 1971-1972
Navigation
Édition précédente Édition suivante
La coupe d'Allemagne de football 1971-1972 est la vingt neuvième édition de l'histoire de la compétition. La finale a lieu à Hanovre au Niedersachsenstadion. 
Le FC Schalke 04 remporte le trophée pour la deuxième fois de son histoire. Il bat en finale le 1. FC Kaiserslautern sur le score de 5 buts à 0. Les rencontres se jouent en matchs aller-retour, à l'exception de la finale.

## Premier tour
Le premier tour aller se déroule les 4 et 5 décembre 1971.
| Club recevant        | Score | Club visiteur            |
| -------------------- | ----- | ------------------------ |
| FC Schalke 04        | 3 - 1 | Hertha BSC Berlin        |
| Arminia Bielefeld    | 1 - 1 | MSV Duisbourg            |
| FC St. Pauli         | 1 - 1 | SC Rot-Weiß Oberhausen   |
| SV Alsenborn         | 0 - 0 | Fortuna Düsseldorf       |
| Kickers Offenbach    | 1 - 1 | Borussia Dortmund        |
| FC Fribourg          | 1 - 2 | Hambourg SV              |
| Fortuna Cologne      | 2 - 1 | Bayern Munich            |
| SpVgg Bad Pyrmont    | 1 - 4 | Werder Brême             |
| Borussia Neunkirchen | 2 - 4 | Eintracht Brunswick      |
| 1. FC Schweinfurt 05 | 1 - 0 | Eintracht Francfort      |
| Kieler SV Holstein   | 5 - 4 | Hanovre 96               |
| Bayer Leverkusen     | 0 - 3 | Borussia Mönchengladbach |
| Wuppertaler SV       | 2 - 1 | 1. FC Kaiserslautern     |
| FV Essen 1912        | 1 - 9 | 1. FC Cologne            |
| VfR Heilbronn        | 1 - 1 | VfB Stuttgart            |
| SV Tasmania Berlin   | 2 - 2 | VfL Bochum               |

Le premier tour retour se déroule le 14 et le 15 décembre 1971.
| Club recevant            | Score                | Club visiteur        |
| ------------------------ | -------------------- | -------------------- |
| Borussia Mönchengladbach | 4 - 2                | Bayer Leverkusen     |
| SC Rot-Weiß Oberhausen   | 2 - 1                | FC St. Pauli         |
| Hertha BSC               | 0 - 2                | FC Schalke 04        |
| MSV Duisbourg            | 3 - 1                | Arminia Bielefeld    |
| Fortuna Düsseldorf       | 3 - 0                | SV Alsenborn         |
| Borussia Dortmund        | 0 - 3                | Kickers Offenbach    |
| Hambourg SV              | 2 - 2                | FC Fribourg          |
| 1. FC Kaiserslautern     | 3 - 2 (t.a.b. 5 - 3) | Wuppertaler SV       |
| Bayern Munich            | 6 - 0                | Fortuna Cologne      |
| Werder Brême             | 6 - 0                | SpVgg Bad Pyrmont    |
| Eintracht Brunswick      | 0 - 0                | Borussia Neunkirchen |
| VfB Stuttgart            | 4 - 0                | VfR Heilbronn        |
| VfL Bochum               | 2 - 0                | SV Tasmania Berlin   |
| Eintracht Francfort      | 6 - 1                | 1. FC Schweinfurt 05 |
| 1. FC Cologne            | 5 - 0                | FV Essen 1912        |
| Hanovre 96               | 7 - 1                | Kieler SV Holstein   |

## Huitièmes de finale
Les huitièmes de finale aller se déroulent le 13 02 1972.
| Club recevant            | Score | Club visiteur          |
| ------------------------ | ----- | ---------------------- |
| Borussia Mönchengladbach | 4 - 2 | Eintracht Francfort    |
| Hanovre 96               | 0 - 0 | VfL Bochum             |
| Werder Brême             | 4 - 2 | Hambourg SV            |
| Fortuna Düsseldorf       | 1 - 1 | FC Schalke 04          |
| VfB Stuttgart            | 4 - 3 | 1. FC Kaiserslautern   |
| MSV Duisbourg            | 2 - 2 | SC Rot-Weiß Oberhausen |
| Kickers Offenbach        | 3 - 1 | 1. FC Cologne          |
| Eintracht Brunswick      | 0 - 0 | Bayern Munich          |

Les huitièmes de finale retour se déroulent les 22 et 23 février 1972.
|                        | Score       | Club visiteur            |
| ---------------------- | ----------- | ------------------------ |
| Eintracht Francfort    | 3 - 2       | Borussia Mönchengladbach |
| VfL Bochum             | 2 - 4       | Hanovre 96               |
| Hambourg SV            | 1 - 0       | Werder Breme             |
| FC Schalke 04          | 2 - 1       | Fortuna Düsseldorf       |
| 1. FC Kaiserslautern   | 3 - 1       | VfB Stuttgart            |
| SC Rot-Weiß Oberhausen | 1 - 0       | MSV Duisbourg            |
| 1. FC Cologne          | 4 - 0       | Kickers Offenbach        |
| Bayern Munich          | 3 - 1 a. p. | Eintracht Brunswick      |

## Quarts de finale
| Club recevant            | Score | Club visiteur        |
| ------------------------ | ----- | -------------------- |
| Bayern Munich            | 3- 0  | 1. FC Cologne        |
| Borussia Mönchengladbach | 2 - 2 | FC Schalke 04        |
| Rot-Weiß Oberhausen      | 3- 1  | 1. FC Kaiserslautern |
| Hanovre 96               | 0 - 2 | Werder Brême         |

| Club recevant        | Score      | Club visiteur            |
| -------------------- | ---------- | ------------------------ |
| FC Schalke 04        | 1- 0       | Borussia Mönchengladbach |
| 1. FC Kaiserslautern | 5 - 0 a.p. | Rot-Weiß Oberhausen      |
| Werder Brême         | 2- 1       | Hanovre 96               |
| 1. FC Cologne        | 5 - 1      | Bayern Munich            |

## Demi-finale
| Club recevant        | Score | Club visiteur |
| -------------------- | ----- | ------------- |
| 1. FC Kaiserslautern | 2- 1  | Werder Brême  |
| 1.FC Cologne         | 4 - 1 | FC Schalke 04 |

| Club recevant | Score                  | Club visiteur        |
| ------------- | ---------------------- | -------------------- |
| Werder Brême  | 1- 2                   | 1. FC Kaiserslautern |
| FC Schalke 04 | 5 - 2 a.p. t.a.b. 6- 5 | 1. FC Cologne        |

## Finale[5]
| Entraîneur : |
| Ivica Horvat |

| Entraîneur :   |
| Dietrich Weise |

| Entraîneur : |
| Ivica Horvat |

| Entraîneur :   |
| Dietrich Weise |